# NGC 6744
NGC 6744 este o galaxie spirală aflată la aproximativ 30 de milioane de ani-lumină de Soare , în constelația Păunul. Este considerată ca fiind cea mai asemănătoare galaxie spirală cu Calea Lactee din imediata vecinătate. Diametrul discului său galactic este de circa 150.000 de ani-lumină. În comparație, Galaxia Noastră, Calea Lactee, măsoară între 70.000 și 100.000 de ani-lumină.
A fost descoperită o supernovă în această galaxie în anul 2005.